# Варгас Льерас, Херман
Херман Варгас Льерас (исп. Germán Vargas Lleras) — колумбийский государственный деятель. Вице-президент Колумбии с 7 августа 2014 года по 15 марта 2017 года, когда подал в отставку, чтобы баллотироваться на президентских выборах 2018 года, на которых занял 4 место.

## Биография
Родился 19 февраля 1962 года в городе Боготе, столице Колумбии. Его дед с 1966 по 1970 год занимал пост президента Колумбии. Происходит из одной из самых влиятельных в политике семей Колумбии, окончил юридический факультет Мадридского университета Комплутенсе. После возвращения в Колумбию Херман Варгас Льерас пережил два покушения на свою жизнь: в 2002 году рядом с ним произошел взрыв самодельного взрывного устройства в результате чего ему оторвало несколько пальцев на руке, затем спустя пару лет в него стреляли из огнестрельного оружия, но пули попали в телохранителей. 7 августа 2014 года был приведён к присяге в качестве вице-президента страны. 3 декабря 2015 года во время проведения публичного мероприятия упал в обморок и попал в реанимацию, после выхода из больницы продолжил исполнять должностные обязанности вице-президента.